# Wola Flaszczyna
Wola Flaszczyna – wieś w Polsce położona w województwie łódzkim, w powiecie poddębickim, w gminie Zadzim. Leży 3 km od Zadzimia.
W skład sołectwa Wola Flaszczyna wchodzi również osada Wola Dębska.
W latach 1975–1998 miejscowość administracyjnie należała do województwa sieradzkiego.

## Historia
Wieś pojawia się w źródłach pisanych po raz pierwszy w 1386 r. jako Wola Zadzimska. Wola Flaszczyna od połowy XIX w. aż do wybuchu II wojny światowej pozostawała w rękach Dąmbskich. W okresie międzywojennym gospodarowała tu (na 72 ha) Zofia z Bagniewskich Dąmbska. W 1929 r. przekazała majątek swojemu wnukowi – Zbigniewowi Kowalczewskimu, inż. rolnikowi – absolwentowi Politechniki Lwowskiej (Wydział Rolniczo-Leśny w Dublanach). W 1920 r. brał on udział w obronie Lwowa, uczestniczył także w II powstaniu śląskim, w czasie II wojny służył w wojsku we Francji, potem w Anglii, wrócił do Polski w podeszłym wieku i zmarł w Woli Flaszczynej w 1985 r. Do końca życia mieszkały w Woli Flaszczynej na Sadzisku siostry ostatniego właściciela folwarku – Wisława i Kalina Kowalczewskie.

## Zabytki
W centrum wsi ruina dworu z pocz. XVIII w. W przyległym parku pomnikowe okazy drzew. Ok. 1 km na południe od dworu w kolonii Sadzisko uroczysko otoczone drzewami, a pod olbrzymim dębem (o obwodzie 724 cm) kapliczka ustawiona w 1949 r. z cenną rzeźbą Chrystusa, wykonaną w 1937 r. przez Krystynę Dąbrowską. Na metalowej tabliczce nazwiska członków rodziny Kowalczewskich, którzy zginęli w ostatniej wojnie, z czterowierszem:
"Prochy Wasze wiatr rozwiał,
Męczeńską krew deszcze zmyły, 
Lecz właśnie z Waszej bez – mogiły,
Powstała wolna Polska ".
Według rejestru zabytków Narodowego Instytutu Dziedzictwa na listę zabytków wpisane są obiekty:
- zespół dworski, XVIII/XIX w.:
  - dwór, nr rej.: 1130 z 4.06.1973 oraz 319/3/85 z 22.02.1985
  - park, nr rej.: 376 z 31.12.1988